# J'aime beaucoup ce que vous faites
Pour plus de détails, voir Fiche technique et Distribution.
J'aime beaucoup ce que vous faites est un court métrage français réalisé par Xavier Giannoli.

## Synopsis
Un couple se rend, à reculons, à la première du film d'un ami réalisateur dont ils n'apprécient pas les œuvres, bien décidé pour une fois à être franc et éviter les amabilités hypocrites. « Ce soir, c'est terminé, je lui dis franchement ce que j'en pense !. » Mais rien ne se passe comme prévu...

## Fiche technique
- Titre : J'aime beaucoup ce que vous faites
- Réalisation : Xavier Giannoli
- Scénario : Xavier Giannoli et Yves Stravides
- Musique : Samy Davis
- Photographie : Christophe Beaucarne
- Montage : Raphaëlle Hurtin
- Production : Edouard Weil
- Pays d'origine :  France
- Langue : français
- Format : couleurs - 1,85:1 - 35 mm
- Genre : comédie
- Durée : 17 minutes et 30 secondes
- Date de sortie : France : 1995

## Distribution
- Sam Karmann : Jean-Marc
- Jean-Marie Winling : Bernard
- Mathilde Seigner : Paléma
- Dominique Besnehard : François
- François Berland : Alain
- Jean-Christophe Bouvet : Gérard
- Saïd Taghmaoui : Maxime
- Jean-Jacques Bernard : Georges

## Distinctions
- Premier Prix du Jury au festival du court métrage d'humour de Meudon en 1996[1].
- Primé aux Festivals de Lille, Londres et Villeurbanne en 1996[1].
- Mention du Jury Jeunes au festival international du court-métrage de Clermont-Ferrand[1].

## Diffusion TV
- Arte, le 21/10/1996 à 0h00.